# Peter Ellenshaw
Peter Ellenshaw (24 de maio de 1913 — 12 de fevereiro de 2007) é um especialista em efeitos visuais britânico. Venceu o Oscar de melhores efeitos visuais na edição de 1965 por Mary Poppins, ao lado de Eustace Lycett e Hamilton Luske.